# Centropyge boylei
O peixe-anjo-de-rarotonga (Centropyge boylei) é uma espécie relativamente pequena de peixe marinho com nadadeiras raiadas, um peixe-anjo marinho pertencente à família Pomacanthidae. É encontrada na área central do Oceano Pacífico Sul e é conhecida por ser nativa das Ilhas Cook, na região polinésia de Rarotonga.
O peixe-anjo-de-rarotonga tem um corpo profundo e oval com cinco faixas verticais brancas sobre um fundo laranja-avermelhado. As barbatanas dorsal e anal têm margens brancas e a barbatana caudal é translúcida. O rosto e o queixo são brancos. Esta espécie atinge um comprimento total máximo de 7 centímetros (2,8 pol.).
O peixe-anjo-de-rarotonga é encontrado no centro-leste do Oceano Pacífico. Só foi registado em Rarotonga, embora se considere provável que seja registado noutros locais da região.
O peixe-anjo-de-rarotonga é encontrado em profundidades de 55 a 120 metros (180 a 394 pés) em áreas de entulho de coral, saliências e cavernas situadas nas encostas externas íngremes dos recifes. É pouco conhecido, mas acredita-se que sua dieta seja composta de vermes, crustáceos, esponjas, tunicados e detritos. Foi gravado em pares ou pequenos grupos.
O peixe-anjo-de-rarotonga foi descrito formalmente pela primeira vez em 1992 por John Ernest Randall (1924–2020) e Richard Pyle. É colocado no subgênero Paracentropyge por algumas autoridades. Seu nome específico homenageia o colecionador do tipo, Charles “Chip” J. Boyle.
O peixe-anjo-de-Rarotonga é ocasionalmente exportado como espécime de aquário e pode atingir preços altos (um único espécime foi oferecido para ser comprado por US$ 30.000).